# Viktor Janiš
Viktor Janiš (* 29. září 1974 Turnov) je český překladatel z angličtiny.

## Život
V roce 1993 odmaturoval na Gymnáziu F. X. Šaldy v Liberci. V letech 1993–2000 vystudoval politologii na Fakultě sociálních věd Univerzity Karlovy, souběžné studium překladatelství-tlumočnictví na Filozofické fakultě nedokončil. Od roku 1995 pracuje jako překladatel a redaktor. Překládá zejména díla anglicky píšících spisovatelů, například knihy od autorů Louise de Bernièrese, Isaaca Asimova, Alana Moora, Neila Gaimana, Margaret Atwoodové, Michela Fabera nebo Simona Stonea.

## Ocenění
- 2000 – Cena Jiřího Levého za překlad románu Mandolína kapitána Corelliho
- 2000 – Prémie Tomáše Hrácha za překlad románu Mandolína kapitána Corelliho
- 2002 – ocenění Jazyk českého komiksu za překlad Ligy výjimečných
- 2002 – ocenění Akademie SF, fantasy a hororu Nejlepší překladatel roku
- 2003 – cena Jazyk českého komiksu za překlad grafického románu Z pekla
- 2007 – cena Muriel za nejlepší komiksový překlad roku (Neil Gaiman: Hra o tebe)
- 2008 – cena Nejlepší překladatel roku, ocenění Akademie SF, fantasy a hororu[1]
- 2014 – tvůrčí prémie v rámci Ceny Josefa Jungmanna (Michel Faber: Kvítek karmínový a bílý)
- 2024 – Zlatá stuha v kategorii beletrie pro mládež za překlad Faberova románu D aneb příběh dvou světů